# Spominski znak Gibina
Spominski znak Gibina je spominski znak Slovenske vojske, ki je namenjen za pripadnike takratne TO RS, ki so sodelovali v spopadu pri Gibini.

## Nosilci
- seznam nosilcev spominskega znaka Gibina